# Ессекібо (колонія)
Ессекібо (нід. Kolonie Essequebo [koːˈloːni ɛsəˈkʋeːboː]) — колишня голландська колонія на річці Ессекібо в Гвіанській області на північному узбережжі Південної Америки, яка існувала від 1616 до 1814 року. Ессекібо формувала частину колоній, які відомі під збірною назвою нідерландська Гвіана.

## Історія

Ессекібо і Демерара у 1798.

Ессекібо була заснована колоністами з першої Зеландської колонії, Померун, яка була зруйнована іспанцями і місцевими вояками в 1596 році. Очолювані Йостом ван дер Хоуге, Зеландці вирушили на острів під назвою Кук-над-Аль на річці Ессекібо (насправді бік річки Мазаруні). Це місце було обрано через своє стратегічне розташування і торгівлю з місцевим населенням. Ван дер Хоуге виявив старий зруйнований португальський Форт (португальський герб був висічений в скелі над воротами). Використовуючи кошти Вест-індійської компанії, ван дер Хоуге побудував новий Форт під назвою «Форт Тер Хуген» (з 1616 по 1621 рр.), хоча Форт швидко став відомий серед жителів як Форт-Кук-над-Аль (укр. Форт-Дивись-Усюди). Адміністрація Вест-індійської компанії, а також губернатор цієї колонії оселилися тут у 1621 році.
Спочатку колонія була названа Нова Зеландія , але використання імені Ессекібо незабаром стало загальним. На південному березі річки було побудовано селище Картабо нід. Cartabo, що містило від 12 до 15 будинків. Навколо річки, були створені плантації на яких раби вирощували бавовну, Індиго і какао. Трохи нижче за течією, на острові Фортеїланд або «острів Великого прапора», був побудований Форт Зеландія. З 1624 році цей район був заселений і з 1632 року разом з Померуном, був відданий під юрисдикцію Зеландської палати ВІС (Вест-Індійської компанії). У 1657 році область було передано палаті міста Мідделбург, Вірі і Фліссінгеном, які започаткували «напрям нової колонії на Айскейп». З тих пір Померун став називатися Новою Зеландією.
У 1658 році, картограф Корнеліс Голіаф створив карту колонії й створив плани для будівництва міста під назвою «Новий Мідделбург», але початок другої англо-голландської війни (1665 — 67) поклав кінець цим планам. Ессекібо була захоплена англійцями в 1665 (разом з усіма іншими голландськими колоніями в самій Гвіани), а потім розграбована французами. У наступні роки Зеландці відправили ескадру кораблів, щоб знову захопити область. У той час як колонія Суринам була захоплена британцем Авраамом Кріджинсеном, то Ессекібо була зайнята Маттісом Бергенаром. У 1670 палати ВІК у Зеландії захопили контроль над колоніями знову. Голландські колонії в регіоні пережили багато руйнувань у результаті дев'ятирічної війни (1688 — 1697) та війни за іспанську спадщину (1701 — 1714), яка привела піратів у регіон. У 1689 році Верхня Демерара була зруйнована французькими піратами, і покинута.
Палата, ВІК у Зеландії зберегла контроль над колоніями, хоча це іноді призводило до критики з боку палати ВІК в Амстердамі, яка теж хотіла створити плантації в Ессекібо. Зеландці тим не менш, створили колонії самі і, і після того, як вони відвоювали володіння Ессекібо під командуванням командира Форт Нассау-Бергена в 1666 році, вони вважали себе законними правителями цього регіону. При губернаторі Лауренсі Стормі Ван Гравесанді, англійські плантатори почали приходити в колонію після 1740 року.
Після 1745, кількість плантацій вздовж Демерари та її бічних приток різко зросла. Зокрема, Британські колоністи з Барбадосу почали там селитися. Після 1750 року було призначено командира британського населення, це дозволило британцям мати своє власне представництво. Близько 1780 року невелике центральне поселення було засноване в гирлі річки Демерара, яке отримало назву Стабрук в 1784 році, названо на честь одного з директорів Вест-Індської компанії.
Група британських каперів захопила Ессекібо і Демерару 24 лютого 1781 року, але не залишилися тут. У березні, ескадра з двох кораблів Королівського Військово-Морського Флоту під командуванням Адмірала Лорда Родні прийняла капітуляцію «колонії Демерара та Ессекібо». від 27 лютого 1782 до лютого 1783 року французи окупували колонії після переконань губернатор Роберт Кінстон здався. Відповідно до Паризького миру, який було підписано в 1783 році ці території були повернуті голландцям.
У 1796 році колонія була постійно зайнята англійцями.
У 1800 році, Ессекібо і Демерара в сукупності мали близько 380 плантації цукрової тростини.
За Ам'єнським договором, Нідерланди повернули Ессекібо на короткий час, (з 1802 по 1803), але після цього англійці знову зайняли колонію. У 1812 місто Стабрук було перейменовано англійцями в Джорджтаун. Ессекібо стала офіційно британською територією від 13 серпня 1814 в рамках Лондонського договору, і була об'єднана з колонією Демерара. 21 липня 1831 року, Демерара та Ессекібо були об'єднані з колонією Бербіс у Британську Гвіану, (сучасна Гаяна).
У 1838 році Ессекібо була перетворена на одне з трьох графств Гвіани, два інші - Демерара і Бербіс. У 1958 році графства були скасовані, а Гвіана була розділена на райони. У даний час історична Ессекібо є частиною ряду Гаянських адміністративних районів, назва Ессекібо збереглася в назвах регіонів таких як Острови Есекібо-Західна Демерара та Верхнє Такуту-Верхня Есекібо.

## Губернатори Ессекібо
- Adrian Groenewegen (1616 — 24)
- Jacob Conijn (1624 — 27)
- Jan van der Goes (1627 — 38)
- Cornelis Pieterszoon Hose (1638 — 41)
- Andriaen van der Woestijne (1641 — 44)
- Andriaen Janszoon (1644 — 16..)
- Aert Adriaenszoon Groenewegel (1657 — 64)
- John Scott (1665 — 66)
- Crynssen (1666)
- Adriaen Groenewegel (1666)
- Baerland (1667–70)
- Hendrik Bol (1670 — 76)
- Jacob Hars (1676 — 78)
- Abraham Beekman (1678 — 90)
- Samuel Beekman (2 листопада 1690 — 10 грудня 1707)
- Peter van der Heyden Resen (10 грудня 1707 — 24 липня 1719)
- Laurens de Heere (24 липня 1719 — 12 жовтня 1729)
- Hermanus Gelskerke (d. 1742) (12 жовтня 1729 — квітень 1742)
- Laurens Storm van 's Gravesande (1775) (квітень 1742 — 52; діяв до 1773)
- Robert Nicholson (27 лютого 1781 — 82)
- Abraham Jacob van Imbijze van Batenburg (22 квітня 1796 — 27 березня 1802)

## Командири Ессекібо
- Albert Siraut des Touches (1784)
- Johannes Cornelis Bert (1784 — 87)
- Albertus Backer (1-ший раз) (1787 — 89)
- Gustaaf Eduard Meijerhelm (1789 — 91)
- Matthijs Thierens (1791 — 93)
- Albertus Backer (2-й раз) (1793 — 22 квітня 1796)
- George Hendrik Trotz (27 березня 1802 — вересень 1803)

## Генеральні директори
- Laurens Storm van 's Gravesande (1752 — 2 листопада 1772)
- George Hendrik Trotz (2 листопада 1772 — 81)